# Lessonia oreas
El negrito andino (en Perú) (Lessonia oreas), también denominado sobrepuesto andino (en Argentina), colegial del norte (en Chile) o sobrepuesto de Salvin, es una especie de ave paseriforme de la familia Tyrannidae, una de las dos pertenecientes al género Lessonia. Es nativo de regiones andinas del centro oeste de América del Sur.

## Distribución y hábitat

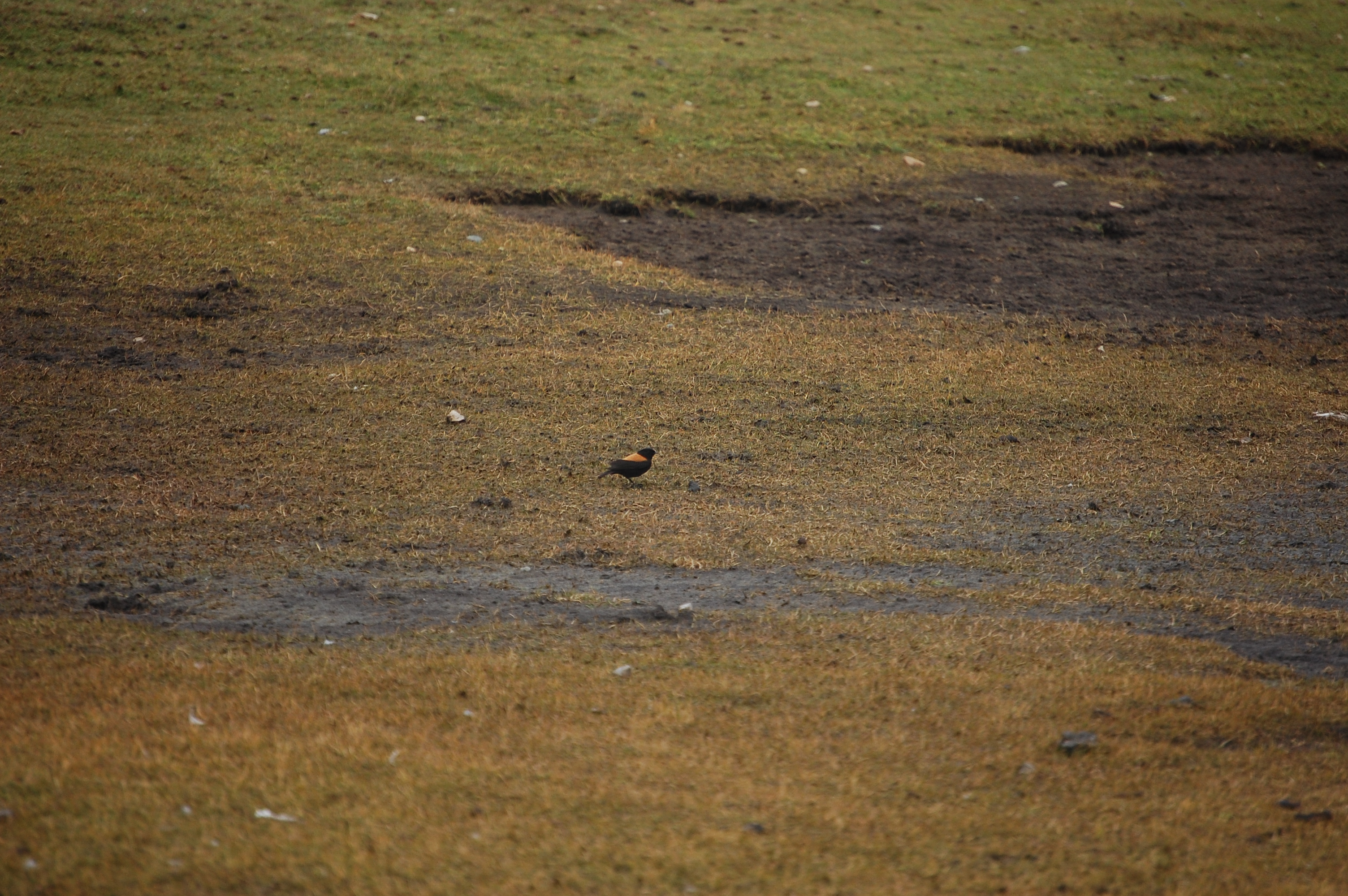
Laguna Conococha en Áncash, Perú, ejemplo de hábitat de la especie.

Se distribuye a lo largo de la cordillera de los Andes del centro y sur de Perú (sureste de Áncash, suroeste de Huánuco), por el oeste y suroeste de Bolivia, hasta el centro de Chile (Coquimbo) y noroeste de Argentina (Catamarca).
Esta especie es considerada poco común en su hábitat natural: las áreas abiertas altoandinas, casi invariablemente cerca de lagos de agua dulce y bofedales altoandinos (oconales) entre los 3000 y 4300 m de altitud.

## Sistemática

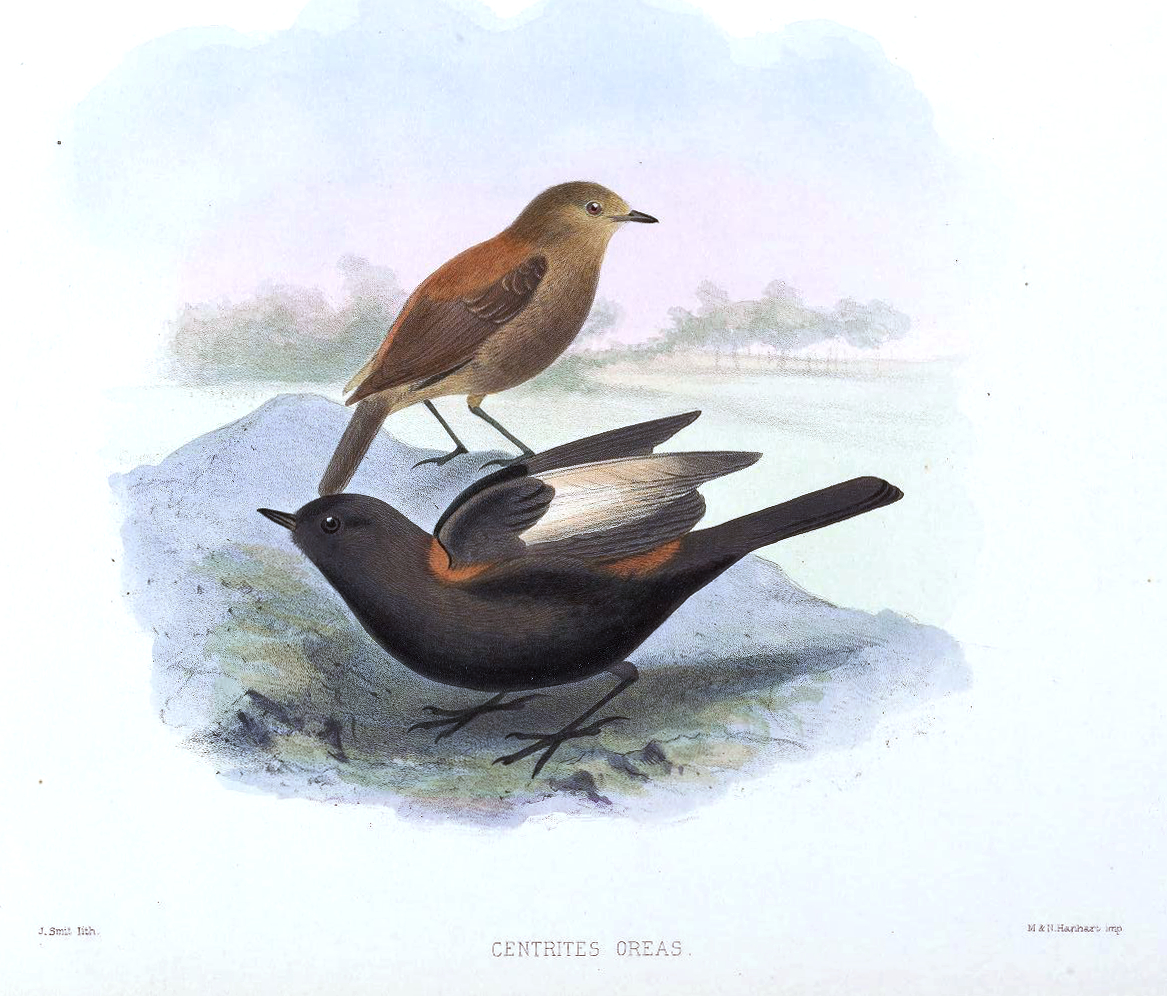
Centrites oreas = Lessonia oreas, macho (adelante), hembra (atrás), ilustración de Smit en Exotic ornithology: containing figures and descriptions of new or rare species of American birds, 1869.

### Descripción original
La especie L. oreas fue descrita por primera vez por los zoólogos británicos Philip Lutley Sclater y Osbert Salvin en 1869 bajo el nombre científico Centrites oreas; la localidad tipo es: «Tinta, Cuzco, Perú».

### Etimología
El nombre genérico femenino «Lessonia» conmemora al naturalista y explorador francés René Primevère Lesson (1794-1849); y el nombre de la especie «oreas», proviene del latín « oreas, oreadis» que significa ‘ninfa de la montaña’.

### Taxonomía
Anteriormente fue tratada como conespecífica con Lessonia rufa, pero difieren en características morfológicas, como color del plumaje, estructura de las plumas y posiblemente largo de la cola; y potencialmente diferentes formas de exhibición. Es monotípica.